# Gewoon Vrienden
Gewoon Vrienden, noto anche col titolo internazionale Just Friends, è un film per la televisione del 2018 diretto da Ellen Smit. È stato creato e diretto da Ellen Smit, con sceneggiatura di Henk Burger e con la produzione di Roen Kiewik, Denis Wigman e Marijn Wigma. Nei ruoli centrali sono gli attori Josha Stradowski e Majd Mardo, il film è stato distribuito in tutto il mondo il 7 marzo 2018 da Telefilm. In Italia è stato presentato al Festival MIX Milano del 2018.

## Trama
In un quartiere di Almere, popolato da ex residenti di Amsterdam, il giovane ragazzo di origine siriana Yad incontra il giovane Jaris, mentre lavora come badante della nonna di questi. A poco a poco i due giovani si innamorano l'uno dell'altro.

## Riconoscimenti
- 2018 - Festival MIX Milano
  - Audience Award[5]
- 2018 - OUT at the Movies Int'l LGBT Film Fest
  - Audience Award for Best Narrative
  - Premio della giuria per la miglior performance in un ruolo principale a Josha Stradowski
- 2018 - Perth International Queer Film Festival
  - Peoples Choice Award
- 2019 - Reelout Queer Film + Video Festival
  - Kim Renders Memorial Outstanding Performance Award a Jenny Arean